# King Edward VII Coronation Medal
Die King Edward VII Coronation Medal war eine Gedenkmedaille, die 1902 zur Feier der Krönung von König Edward VII. und Königin Alexandra verliehen wurde.

## Versionen der Medaille
Die Medaille wurde in Silber und Bronze verliehen.
Sie wurde in Silber an Mitglieder der königlichen Familie, Würdenträger, höhere Vertreter der Regierung und Offiziere der Streitkräfte verliehen, die bei Krönungszeremonie anwesend waren oder im Rahmen ihres Dienstes an der Vorbereitung oder der Krönungsparade beteiligt waren.
Ausgewählte Unteroffiziere und anderen Dienstränge, die an der Parade beteiligt waren, erhielten die Medaille in Bronze. Die Bronze-Medaille wurde außerdem an je einen Seemann der Royal Navy oder Soldaten des Royal Marine Corps eines Schiffes mit sehr guter Beurteilung verliehen, welche am 16. August 1902 an dem vor Spithead abgehaltenen Flottenrevue (Coronation Fleet Review) teilnahmen.
Die zwei Mitglieder des Queen Alexandra’s Royal Army Nursing Corps, die den König während seiner Krankheit vor der Krönung pflegten, erhielten ebenfalls die Medaille in Bronze.
Die Medaille wurde an der linkem Brust an einem Band getragen, zusammen mit anderen Krönungs- und Jubiläumsmedaillen. Sie wurde vor den Medaillen getragen, die für die Teilnahme an militärischen Kampagnen bis zum November 1918 verliehen wurden. Danach wurde die Anordnung geändert, sodass die Gedenkmedaillen nach den Medaillen für die militärischen Kampagnen und vor den Auszeichnungen für lange Dienstzeit getragen wurden. Damen konnten die Medaillen in der Nähe der linken Schulter mit dem Band in der Form einer Schleife tragen (Damenschleife).

## Beschreibung
- Die Medaille wurde von  Emil Fuchs gestaltet.[1]
- Die Form ist oval (Höhe ca. 38 mm, Breite 30 mm), oben mit einer Krone versehen.[5]
- Die Vorderseite trägt ein Profilbild von König Edward VII und Königin Alexandra, gekrönt, nach links blickend, umgeben von einem Kranz, der den Rand der Medaille bildet.[5]
- Die Rückseite zeigt das Monogramm des Königs (Royal Cypher) über dem Datum 26. Juni 1902, umgeben von einem Kranz in der gleichen Form wie auf der Vorderseite.[5]
- Die Medaille wurde ohne Namensnennung verliehen.[3]

Infolge der Erkrankung des Königs an Appendizitis musste die für den 26. Juni 1902 geplante Krönung verlegt werden. Nachdem der König sich von der Operation erholt hatte, wurde die Krönung am 9. August 1902 gefeiert. Diese Veränderung im Ablauf der Planung kam zu spät, um sie bei der Gestaltung der Medaillen zu berücksichtigen. Sie tragen deshalb das frühere Datum.

## Verschiedene Versionen
- Die oben beschriebene Medaille wurde in Silber an Königliche Personen, Beamte, Würdenträger und die Mitglieder der Streitkräfte verliehen. Sie wurde an einem dunkelblauen Band mit einem zentralen roten Streifen und weißen Rändern auf beiden Seiten getragen.[6]
- Die Sondermedaille, nur in Silber, die an Bürgermeister in England und Provoste (leitende städtische Verwaltungsbeamte in Schottland) verliehen wurde, ist kreisförmig, hat aber ansonsten eine weitgehend ähnliche Gestaltung. Sie wurde an einem dunkelblauen Band mit roten Rändern und einem schmalen weißen Mittelstreifen getragen.[6]
- Die King Edward VII Police Coronation Medal war eine größere kreisförmige Medaille mit einem anderen Design, sowohl in Silber als auch in Bronze verliehen, mit einem Band in Rot mit einem blauen schmalen Mittelstreifen.[6]